# 長距離ランナーの孤独
『長距離ランナーの孤独』（ちょうきょりランナーのこどく、The Loneliness of the Long Distance Runner）は1962年制作のイギリス映画。アラン・シリトーが1958年に出版した小説「長距離走者の孤独」の映画化。
主演のトム・コートネイが、1962年、英国アカデミー賞最優秀新人賞を受賞。

## キャスト
- トム・コートネイ：コリン・スミス
- マイケル・レッドグレイヴ：感化院長
- ジェームズ・ボーラム：マイク（コリンの不良仲間）
- エイヴィス・バネイジ：スミス夫人（コリンの母親）
- トプシー・ジェーン：オードリー（コリンンの恋人）
- ダーヴィス・ウォード：刑事
- ピーター・マッデン
- ジェームズ・フォックス：ガンソープ（ランレー校のスターランナー）
- アレック・マッコーエン：ブラウン（感化院の新入の職員でカウンセラー）

## ストーリー
貧しい家庭で育ったコリンは、窃盗で捕まり、感化院に送られる。そこで足の速さを見込まれたコリンは、長距離走の選手として院を代表して走ることになり、院長から厳しいトレーニングを受ける。